# 920年代
| 千纪： | 1千纪                                                                                  |
| 世纪： | 9世纪 \| 10世纪 \| 11世纪                                                              |
| 年代： | 890年代 \| 900年代 \| 910年代 \| 920年代 \| 930年代 \| 940年代 \| 950年代              |
| 年份： | 920年 \| 921年 \| 922年 \| 923年 \| 924年 \| 925年 \| 926年 \| 927年 \| 928年 \| 929年 |

## 大事记
- 920年，吳宣王楊隆演卒，弟丹陽公楊溥嗣位。
- 921年，鎮州兵變，斬趙王王鎔，焚其府第，立防城使張文禮為成德節度使，盡屠王氏家族。晉任趙將符習為成德節度留後擊張文禮，張文禮卒，其子張處瑾固守。義武新軍使王都，囚義父節度使王處直，自任節度使，降晉。
- 922年，王處直子王郁引契丹兵攻定州，晉王李存勗救定州，與契丹戰於望都，契丹敗走。晉攻鎮州，相州刺史史建瑭、昭義節度使李嗣昭戰死。
- 923年，晉王李存勗於魏州稱帝，是為唐莊宗，國號唐，史稱後唐。後唐襲大梁，朱友貞自殺，後梁亡，後唐建都洛陽。
- 924年，岐王李茂貞向後唐稱臣，改封秦王，卒。後唐封荊南節度使高季昌為南平王。
- 925年，後唐灭前蜀。
- 926年，後唐兵变，李存勗中流矢卒。李嗣源入洛陽，稱帝，是為唐明宗。契丹太祖耶律阿保機卒，次子太宗耶律德光嗣位。契丹帝耶律阿保機攻渤海國，陷上京龍泉府，渤海亡，耶律阿保機改渤海國為東丹國，封其長子耶律突欲為東丹王。
- 927年11月19日——楊吳楊溥稱帝
- 928年，南平武信王高季興向南吳稱藩，高季興卒，子文成王高從誨嗣位。
- 929年，南平王高從誨改向後唐稱藩。楚武穆王馬殷子馬希聲誣都軍判官高郁謀反，盡殺其族黨。

## 出生
- 927年，赵匡胤

## 逝世
- 926年，李存勖